# 費爾里·狄金生大學
费尔里·狄金生大学（Fairleigh Dickinson University）是一所美国私立大学，创办于1942年，是紐澤西州最大的私立学校。
它拥有两个在美国新泽西州的校区以及两个海外校区，并且与全世界很多著名大学及研究机构有合作项目。
费尔里·狄金生大学致力于全球教育，它拥有来自全球各地的留学生1000余人。同时也是美国第一所拥有海外校区的大学。

## 历史
费尔里·狄金生大学由Dr.彼得.萨马蒂诺和他的妻子西尔维娅在1942年创办，学校的第一个校区在新泽西Rutherford，当时是一所两年制学院。学校是根据它的资助人费尔里.S.狄金生上校(1858–1942)命名的。1984年，费尔里·狄金生大学大学晋级成为4年制大学。在同一年，学校被美国中部学校协会认可。1956年，学校获得Twombly与在麦迪逊的庄园，成立弗伦翰校区。
除了以上个校区之外，费尔里·狄金生大学在Rutherford(学校成立的地方)以及Saint Croix, U.S. Virgin Islands都曾建立过校区。1993年， Rutherford校区与大都会校区合并，之后Rutherford校区被卖给了福利西亚学院。后来St. Croix海洋研究室在一次飓风中受损，由于维修困难，该校区被关闭。
在2001，朗·霍华德的电影《美丽心灵》在弗伦翰校区拍摄。

## 校區

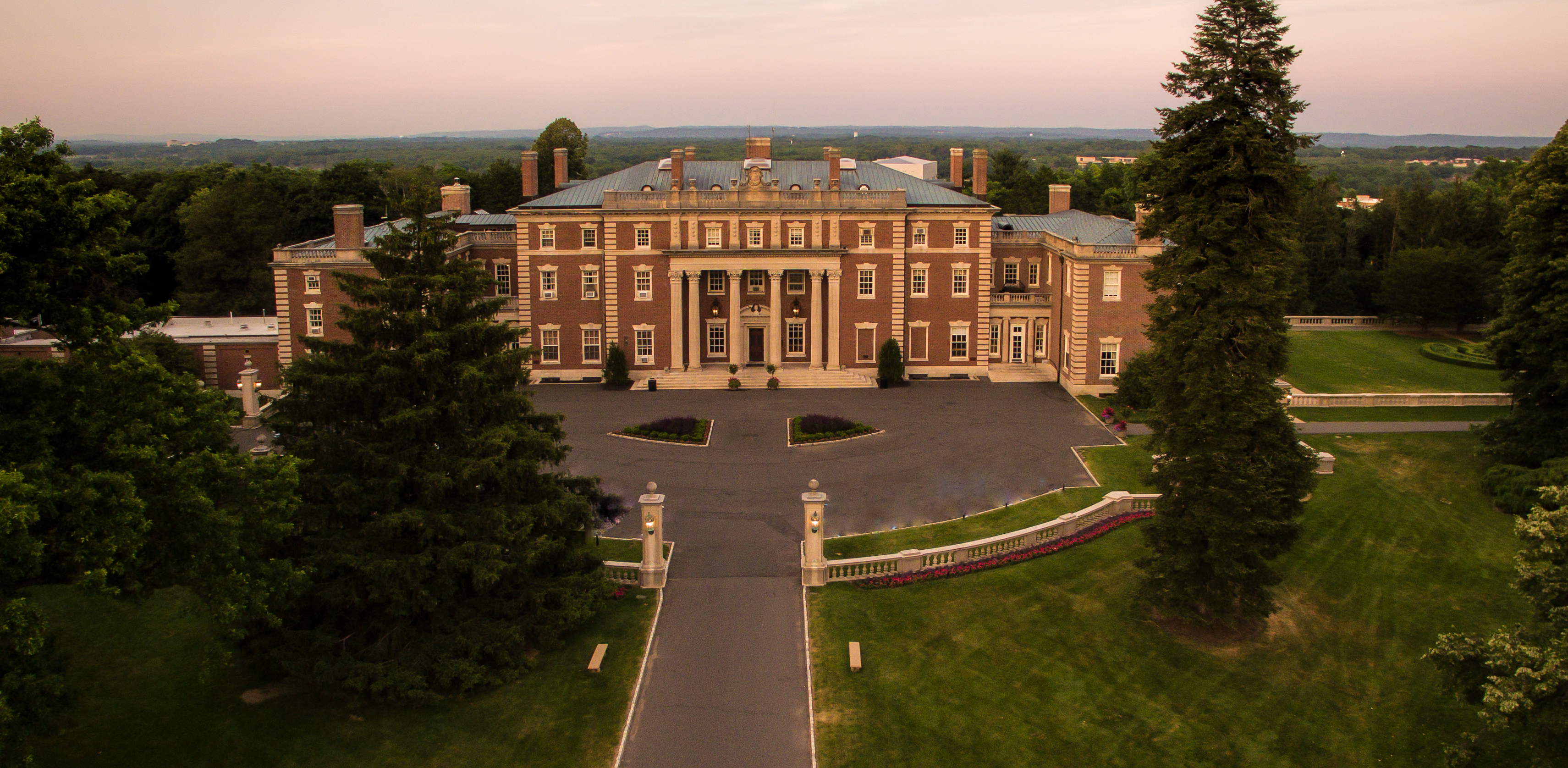
Vanderbuilt-Twombly Mansion

费尔里·狄金生大学拥有两个主要校区: 位于新泽西麦迪逊市的弗伦翰校区（College at Florham)，该校区原来是属于Florence Vanderbilt和Hamilton Twombly的庄园，大都会校区（Metropolitan Campus）距离纽约仅有10英里，位于提内克市，哈肯薩克河从校区内流过。费尔里·狄金生大学同时也拥有两个位于美国海外的校区，分别在加拿大温哥华、英国牛津郡，牛津校区前身是属于牛津大学的Trinity College。它也是第一所在英国拥有校区的美国学校.2007年，学校开始在温哥华提供学位。

## 學術
学校在新泽西州的两个校区提供超过100种以上的专业，弗伦翰校区侧重于传统的文科教育，大都会校区正在逐步向专业课程方面发展,大都会校区虽然拥有学生宿舍，但它更大程度时是一个走读校区。费尔里·狄金生大学是QUEST项目的创始者，这个项目本科与研究生的一次性项目，通过完成这个项目学生可以获得学士学位以及硕士学位。费尔里·狄金生大学的Silberman商学院获得了国际商管学院促进协会的认证。在2007年，Silberman商学院被普林斯顿评论评为最好的商学院之一。学校与联合国有长期的合作, 学校提供在联合国以及联合国相关的机构实习的机会
费尔里·狄金生大学由4所学院组成：Becton文理学院（位于College at Florham校区)，University College文理专业学院(位于Metropolitan Campus)，Silberman商学院，以及Petrocelli学院。Silberman商学院被列为美国最好的商学院之一。

## 學校排名
- 根據2024年的美國新聞與世界報導，費爾里·狄金生大學在美國北部區域性大學中排名第60名[2]。
- 根據2024年的富比士，費爾里·狄金生大學排名第461名[3]。

### PublicMind
费尔里·狄金生大学大学拥有一所称作PublicMind的研究中心，该中心从事政治，社会，通俗文化，消费以及经济趋向的调查。
PublicMind举行过的著名调查：
- 新洲州长，新洲参议院及新州立法会
- 国土安全，恐怖行动，SARS以及灾害防备
- 新洲国家财政预算
- 国家能源政策
- 环境态度
- 发展与城郊扩张

PublicMind:
- 创造了新洲消费着购买指数以及新洲消费者意向指数
- 主办公众讨论会研究调查设计、方法学以及统计学

## 學生生活
大都会校区参与全国大学体育协会的Division I级别比赛（美国学院间最高级体育比赛），弗伦翰校区参与Division III级别比赛（该级为没有提供体育特长生奖学金的学校设立），这使得费尔里·狄金生大学成为美国仅有的几所同时拥有Division I以及Division III队伍的学校。大都会校区给他们的体育队伍取名叫Knights, 弗伦翰校区则称作Devils.
学校共有8000本科生(2,600名在弗伦翰校区，5,400名在大都会校区)以及3,500研究生(1,000名在弗伦翰校区，2,500名在大都会校区)这其中有来自全球各地超过80个国家的留学生，大部分国际学生在大都会校区学习

## 校友
- 張智倫：中華民國中國國民黨政治人物，新北市第八選舉區立法委員，張慶忠和陳錦錠之次子。
- 吳志剛，中華民國中國國民黨政治人物，臺北市議員，臺北市政府客家事務委員會委員、中國國民黨中央常務委員。
- Stephanie Adams，花花公子模特及作者
- Brenda Blackmon，WWOR-TV My9 News at Ten首席主持人
- Mensun Bound，海洋考古学家
- Ron Brill，家得宝的创始人之一
- Richard Codey，前新泽西州长，现任州参议院院长
- Robert E. Dunn，辩护律师
- John Gottman，西雅图华盛顿大学名誉教授
- Stewart Krentzman, Oki Data Americas, Inc.董事长及CEO
- Thomas P. MacMahon，Laboratory Corporation of America现任CEO
- Peggy Noonan，作家，专栏笔者，里根总统撰稿人
- Gregory Olsen，美国企业家，航天员
- John Spencerlate，演员
- Samuel C. Scott, III，Corn Products International Inc（已被斥资48亿美元收购）主席、董事长及CEO
- Stephen Spiro(1939-2007），越南战争反对者，拒绝服兵役，后被Gerald Ford赦免
- Dennis Strigl，威讯公司（全美最大的电信公司）主席及COO
- Ben Weinman，The Dillinger Escape Plan的吉他手
- Jay Horowitz，New York Mets主编